# Geissorhiza aspera
Geissorhiza aspera (лат.) — вид многолетних травянистых клубнелуковичных растений рода Geissorhiza семейства Ирисовые. Эндемик ЮАР.

## Описание

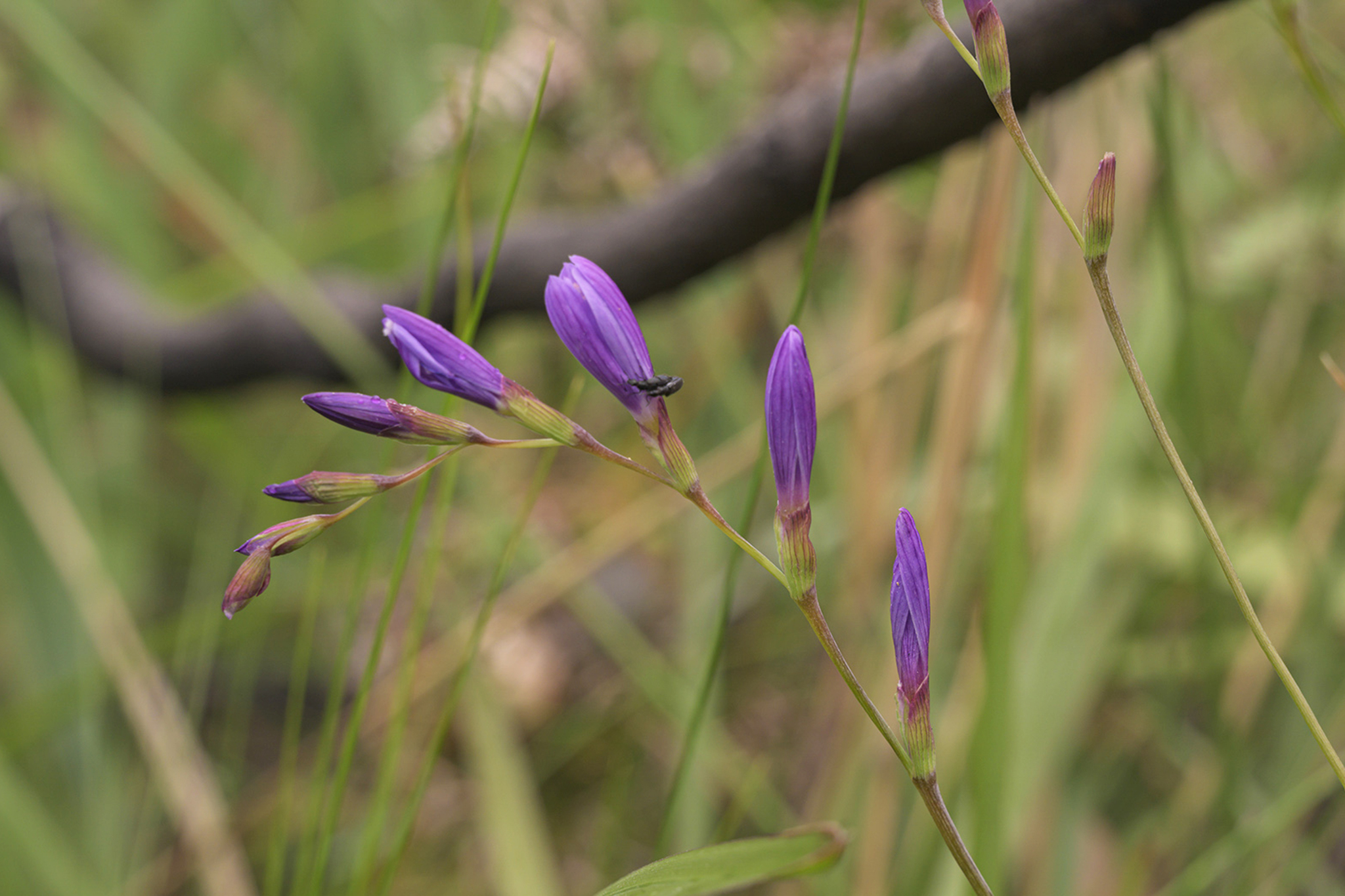
Общий вид в природе

G. aspera — луковичное растение. Стебель бархатистый высотой 10-35 см.Однако, на высоту влияют почвенные условия и влажность. Растение может ветвиться до трёх раз. Клубнелуковица покрыта деревянистыми оболочками. Листья мечевидные с утолщенными краями и средними жилками. Обычно растения имеют три листа, каждый примерно такой же длины, как и стебель, или чуть длиннее.
Звёздчатые цветки появляются в августе-сентябре. Лучше всего цветёт после влажной зимы. В соцветии от трёх до семи цветков. Цветки тёмно-синие или фиолетовые, иногда с более тёмным центром. Северные популяции (долина реки Улифантс, Гифберг и около Биттерфонтейна) часто белые. Причём они могут быть синими на внешней стороне околоцветника. Тычиночные нити обычно разной длины, особенно в северных популяциях. Зелёные цветочные прицветники высыхают и становятся ржаво-коричневыми на кончиках, когда цветки раскрываются. Семена созревают в октябре.

## Распространение и местообитание
Этот вид является эндемиком Южной Африки. До 2012 года считалось, что вид произрастает только в Западно-Капской провинции, но популяция растения была также обнаружена в Намакваленде в Северо-Капской провинции. Растёт между Гифбергом и мысом Игольный, где вид наиболее распространён на влажных песчаных почвах на высоте 70-100 м над уровнем моря.

## Экология
Цветки G. aspera опыляются жуками-цветоройками, которых привлекает более тёмная область в центре цветка. Также известно, что его опыляют медоносная пчела Apis mellifera capensis, пчёлы рода Braunsapsis, Anisonyx ursus, виды мух-жужжал и Anthophora diversipes.

## Охранный статус
На национальном уровне вид классифицируется в Красной книге южноафриканских растений как «вызывающий наименьшие опасения», поскольку он широко распространён и многочислен. Кроме этого, растение способно приспосабливаться к повреждённой почве и часто встречается в таких местах, как обочины дорог и парки.